# Колдуэлл, Мейджор Джеймс
Мейджор Джеймс Колдуэлл (англ. Major James Coldwell) — канадский политик, глава федерации объединённого содружества Канады в 1942—1960 годы, член парламента Канады в 1935—1958 годы. Компаньон ордена Канады.

## Биография
Мейджор Колдуэлл родился в Ситоне, Англия, 2 декабря 1888 года. В 1910 году он приехал в Канаду, чтобы работать учителем. Он некоторое время пробыл в Альберте, а затем остановился в Реджайне, Саскачеван. В 1924—1934 годах он был лидером учительских объединений и получил известность в стране. В то же время он работал с социалистическими организациями рабочих и фермеров Саскачевана. В 1932 году он стал лидером фермерско-лейбористской партии. На выборах в законодательное собрание Саскачевана Колдуэлла и его партию активно поддерживали, однако партия смогла получить только 5 голосов, а сам Колдуэлл не смог пройти в законодательное собрание провинции. После этого он перешёл на федеральный уровень.
С 1935 года Колдуэлл представлял в Палате общин Канады избирательный округ Rosetown-Biggar. Колдуэлл поддерживал вступление Канады во Вторую мировую войну, он был в составе канадской делегации на конференции по созданию Организации Объединённых Наций.

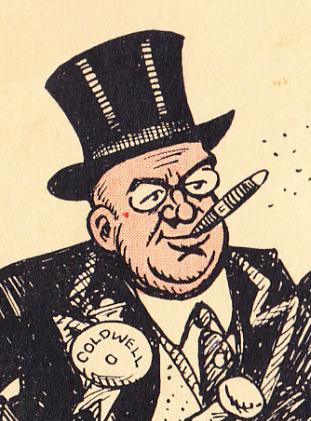

Вместе с Вудсворсом Колдуэлл основал федерацию объединённого содружества. 1942 году он стал лидером федерации, которым оставался до 1960 года. Вместе с партией он пережил её подъём в середине 1940-х и падение популярности в 1950-х. Он был лидером партии на пяти федеральных выборах (1945, 1949, 1953, 1957 и 1958 годов).
24 ноября 1967 года Колдуэлл стал компаньом ордена Канады за вклад в развитие парламентаризма в стране.